# Juliana Grenier
Juliana Grenier, född 1100-talet, död 1216, var regerande dam av herredömet Caesarea i kungariket Jerusalem mellan 1189 och 1216.